# Crotalaria phillipsiae
Crotalaria phillipsiae är en ärtväxtart som beskrevs av John Gilbert Baker. Crotalaria phillipsiae ingår i släktet sunnhampor, och familjen ärtväxter. Inga underarter finns listade i Catalogue of Life.